# Halftime Heat
Halftime Heat to seria programów z wrestlingu wyprodukowanych przez WWE, używanych jako kontrprogramy Super Bowl. Zostały wyemitowane w przerwie meczu Super Bowl w odpowiednim roku.

## Historia
Pierwotnie wyprodukowany pod szyldem World Wrestling Federation (WWF), Halftime Heat wyemitowany podczas 20-minutowego bloku w USA Network podczas Super Bowl XXXIII w 1999 jako specjalny odcinek Sunday Night Heat. Inauguracyjna walka Halftime Heat obejmował Empty Arena match pomiędzy The Rockiem i Mankindem. Walce towarzyszyła także reklama Super Bowl zakupiona przez WWF, nawiązująca do marki Attitude Era. Podczas walki Mankind zdobył swój drugi WWF Championship.
Halftime Heat powrócił w następnym roku, prezentując najważniejsze momenty ze starcia Hardy Boyz z Dudley Boyz, a także konkurs bikini, oba z tegorocznego Royal Rumble. Zakończyło się wywiadem z Jimem Rossem i Stone Cold Steve’em Austinem, w którym omówiono aktualizację stanu zdrowia i jego zaręczyny z Debrą McMichael.
W styczniu 2019 roku ogłoszono, że zostanie on przywrócony jako specjalne wydarzenie w WWE Network, YouTube, Facebooku i Twitterze. Podczas pokazu poprzedzającego Royal Rumble pokazano materiał filmowy przedstawiający, co wydarzyło się po tym jak NXT TakeOver: Phoenix zniknęło z anteny, co doprowadziło do ogłoszenia, że Aleister Black, Ricochet i Velveteen Dream zmierzą się z Adamem Cole’em, Johnnym Gargano i Tommaso Ciampą podczas powracającego Halftime Heat. Shawn Michaels również został ogłoszony jako członek zespołu komentatorskiego, a dołączył do niego Vic Joseph. Podczas walki zwyciężyła drużyna Blacka, Ricocheta i Dreama. Personel WWE ogłosił później, że walka miała 3 miliony widzów, co czyni go najczęściej oglądaną walką NXT w historii.

## Lista gal
| # | Super Bowl | Data             | Lokalizacja           | Arena                    | Walka wieczoru                                                                                                   |
| - | ---------- | ---------------- | --------------------- | ------------------------ | --- |
| 1 | XXXIII     | 31 stycznia 1999 | Tucson, Arizona       | Tucson Convention Center | The Rock (c) vs. Mankind Empty Arena match o WWF Championship                                                    |
| 2 | XXXIV      | 30 stycznia 2000 | Stamford, Connecticut | Titan Towers             | Show w studio (wywiad z Stone Cold Steve’em Austinem gdy wracał do zdrowia po operacji szyi)                     |
| 3 | LIII       | 3 lutego 2019    | Orlando, Floryda      | WWE Performance Center   | Aleister Black, Ricochet i Velveteen Dream vs. Johnny Gargano, Tommaso Ciampa i Adam Cole Six-man tag team match |

## 1999
Halftime Heat (1999) był programem wrestlingu wyprodukowanym przez World Wrestling Federation (WWF). Wydarzenie zostało wcześniej nagrane i wyemitowane 31 stycznia 1999 roku, w noc Super Bowl XXXIII, w Tucson Convention Center w Tucson w stanie Arizona.
26 stycznia 1999 WWF nagrało swój odcinek z 1 lutego Raw. Przed nagraniem sfilmowano walkę na pustej arenie, który został wyemitowany w ramach Halftime Heat.
| Nr                                 | Wyniki                        | Stypulacje                           | Czas  |
| ---------------------------------- | ----------------------------- | ------------------------------------ | ----- |
| 1                                  | Mankind pokonał The Rocka (c) | Empty Arena match o WWF Championship | 17:19 |
| (c) – mistrz/mistrzyni przed walką |                               |                                      |       |

## 2019
Halftime Heat (2019) było galą wrestlingu wyprodukowaną przez WWE dla brandu NXT. Wydarzenie miało miejsce 3 lutego 2019 roku, w noc Super Bowl LIII, w WWE Performance Center w Orlando w stanie Floryda.
Po zniknięciu z anteny NXT TakeOver: Phoenix, Aleister Black, Ricochet i Velveteen Dream wdali się w bójkę z Adamem Cole’em, Johnnym Gargano i Tommaso Ciampą. Bójka doprowadziła do six-man tag team matchu pomiędzy wrestlerami, który został zaplanowany na Halftime Heat.
| Nr | Wyniki                                                                                                | Stypulacje             | Czas  |
| -- | --- | ---------------------- | ----- |
| 1  | Aleister Black, Ricochet i Velveteen Dream pokonali Adama Cole’a, Johnny’ego Gargano i Tommaso Ciampę | Six-man tag team match | 16:15 |